# Thomas av Erfurt
Thomas av Erfurt, verksam under 1300-talets första kvartal i Erfurt, var en tysk filosof, som tillhörde modistskolan. Han är bland annat känd för sin grammatikteori.

## Biografi
Thomas magnum opus Tractatus de modis significandi seu Grammatica speculativa kom med tiden att bli ett standardverk. Därutöver publicerade Thomas kommentarer till Porphyrios Isagoge, Aristoteles Kategorier och De interpretatione samt den anonyma Liber sex principiorum. Det sistnämnda verket är ett komplement till Aristoteles Kategorier.